# بيتر أومالي (لاعب غولف)
بيتر أومالي (بالإنجليزية: Peter O'Malley)‏ هو لاعب غولف أسترالي، ولد في 23 يونيو 1965 في باثرست في أستراليا.

## وصلات خارجية
- بيتر أومالي على موقع رابطة لاعبي الغولف المحترفين (الإنجليزية)
- بيتر أومالي على موقع رابطة أوروبا للاعبي الغولف المحترفين (الإنجليزية)
- بيتر أومالي على موقع التصنيف العالمي الرسمي للغولف (الإنجليزية)